# Swinging Sixties

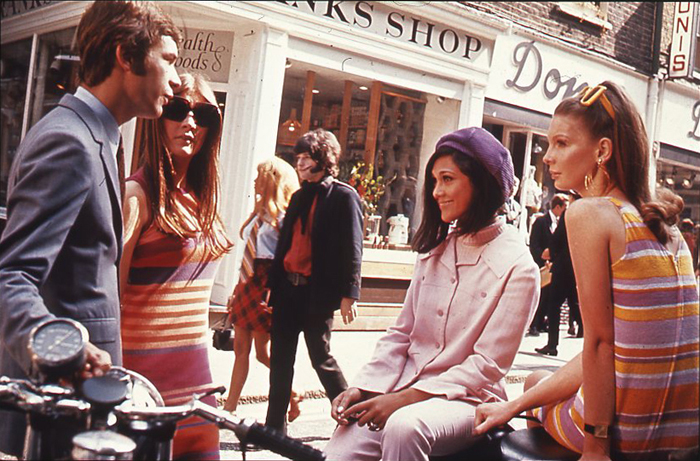
"Swinging London", Carnaby Street, en 1966.

Swinging Sixties fue una revolución cultural impulsada por la juventud que se desarrolló en el Reino Unido entre mediados y finales de la década de 1960, enfatizando la modernidad y el hedonismo amante de la diversión, con Londres como su centro, por lo que también se denominó Swinging London. Fue un fenómeno orientado a la juventud que hacía hincapié en lo nuevo y moderno. Fue un período de optimismo y hedonismo, y una revolución cultural. Un catalizador fue la recuperación de la economía británica después de la austeridad post-Segunda Guerra Mundial que se prolongó durante gran parte de la década de 1950. El periodista Christopher Booker, uno de los fundadores de la revista satírica Private Eye, recordó el carácter "fascinante" de los años sesenta: "No parecía haber nadie de pie fuera de la burbuja, observando lo extraño y superficial y egocéntrico e incluso más bien horrible que fue".
"Swinging London" fue definido por la revista Time en su edición del 15 de abril de 1966 y celebrado en nombre de la emisora de radio pirata Swinging Radio England, que comenzó poco después. Sin embargo, la palabra en jerga "swinging" en el sentido de "a la moda" se había utilizado desde comienzos de la década de 1960. En 1965, Diana Vreeland, editora de la revista Vogue, dijo que "Londres es la ciudad más de moda (swinging) del mundo en este momento". Más tarde ese año, el cantante Roger Miller tuvo un sencillo exitoso con su canción "England Swings", que presentaba una imagen estereotipada de la Inglaterra de entonces, con letras como "Bobbies en bicicleta, de dos en dos".

## Música
Ya anunciado por la novela Absolute Beginners, de Colin MacInnes, el Swinging London estaba en marcha a mediados de la década de 1960 e incluyó la música de The Beatles, The Rolling Stones, The Kinks, The Who, The Small Faces y otros artistas de lo que se conoce en los Estados Unidos como la "invasión británica". Artistas de rock psicodélico como Jimi Hendrix, Cream y Pink Floyd también crecieron significativamente en popularidad. Este tipo de música se escuchaba en el Reino Unido en emisoras de radio piratas como Radio Caroline, Wonderful Radio London y Swinging Radio England. 
Dusty Springfield, representando el lado más sofisticado, fue considerada un icono por el movimiento mod.

## Moda y símbolos
Durante la época del Swinging London, la moda y la fotografía más a la última aparecieron en la revista Queen, la cual atrajo la atención sobre la diseñadora de moda Mary Quant.
La modelo Jean Shrimpton fue otro ícono y una de las primeras supermodelos del mundo. Fue la modelo mejor pagada y más fotografiada durante este tiempo. Shrimpton fue llamada "El rostro de los años 60", en los que ha sido considerada por muchos como "el símbolo de Swinging London" y la "personificación de los años 60". Otras modelos populares de la época fueron Veruschka, Peggy Moffitt y Penélope Tree. La modelo Twiggy ha sido llamada "la cara de 1966" y "la Reina del Mod", una etiqueta que compartía con otras, como Cathy McGowan, quien fue la presentadora del show de televisión de rock Ready Steady Go! de 1964 a 1966.
Las modas relacionadas al mod, como la minifalda, estimularon las zonas comerciales de moda como Carnaby Street y King's Road, en Chelsea. La moda era un símbolo de la cultura juvenil.
La bandera británica, la Union Jack, se convirtió en un símbolo, con la asistencia de eventos, como la victoria local de Inglaterra en la Copa Mundial de Fútbol de 1966. El auto Mini Cooper (lanzado en 1959) fue utilizado por una flota de taxis destacados por la publicidad que cubría su pintura.

## Cine
El fenómeno se presentó en las películas de la época, siendo celebrado y ridiculizado. Estas incluyen: Blow-Up (1966), de Michelangelo Antonioni, Darling (1965), The Knack ...and How to Get It (1965), Alfie (1966), Morgan – A Suitable Case for Treatment (1966), Georgy Girl (1966), Modesty Blaise (1966), Casino Royale (1967), Smashing Time (1967), Bedazzled (1967), Up the Junction (1968), If.... (1968), The Magic Christian (1969) y Performance (1970). La película estadounidense The Thirteen Chairs (1969), rodada parcialmente en Londres, muestra una banda sonora en su versión en lengua inglesa la cual refleja el estilo Swinging London, además de que en el filme uno de los personajes hace una referencia directa a dicha expresión.
Las comedias Austin Powers: International Man of Mystery (1997) y Austin Powers: The Spy Who Shagged Me (1999) parodiaron las imágenes del período, al igual que la película The Boat That Rocked, de 2009.
La película de 2021 Last Night in Soho, de Edgar Wright, está ambientada en parte en la Londres de esta época.

## Televisión
Una serie de televisión que reflejó el espíritu del Swinging London fue Los vengadores (1961-1969). El programa Take Three Girls (1969), de BBC Television, es conocido por el primer papel protagonista de Liza Goddard, una evocadora canción principal de folk rock ("Light Flight", de Pentangle) y escenas en las que se muestran a las heroínas vistiéndose o desvistiéndose. En un episodio de Adam Adamant Lives!, de BBC, a Adamant (Gerald Harper), un aventurero eduardiano suspendido en el tiempo desde 1902, se le dice: "Esto es Londres, 1966 - la ciudad de moda (swinging)". Un episodio de la serie de detectives Man in a Suitcase abre con el anuncio: "Esto es Londres... Swinging London".

## Arte
En el campo del arte visual, tuvieron un especial empuje el arte pop y el arte psicodélico, algo que se hizo palpables en revistas, carteles y portadas discográficas como la de The Piper at the Gates of Dawn, primer LP de Pink Floyd. Uno de los artistas más importantes de esta época fue el artista de pop-art Richard Hamilton, quien se hizo célebre por utilizar fotografías descartadas de Marilyn Monroe. 
En fotografía, un nombre destacable fue el de Richard Avedon, que realizó trabajos para varios grupos rock del momento, entre ellos The Beatles. Otros fotógrafos importantes fueron Brian Duffy, David Bailey o Terence Donovan.